# Iris de Araújo
Iris de Araújo Rezende Machado (Três Lagoas, 7 de maio de 1943 — Goiânia, 21 de fevereiro de 2023) foi uma política brasileira, além de apresentadora de um programa de televisão de culinária, Cozinhando com Dona Iris.

## Biografia
Esposa do político Iris Rezende, com quem teve três filhos (Cristiano, Ana Paula e Adriana), a política exerceu a função de primeira-dama dos cargos eletivos do marido.
Filiada ao PMDB desde 1980, disputou sua primeira eleição no pleito presidencial de 1994 como vice-presidente da república na chapa encabeçada por Orestes Quércia. Suplente de Senadora de Maguito Vilela, assumiu temporariamente o mandato por duas vezes, em 2003 e 2006.
Nas eleições em Goiás de 2006, elegeu-se deputada federal, com a maior votação. Se reelegeria em 2010, da mesma forma.
Atuante no PMDB, presidiu o diretório regional do partido em Goiás, entre 1995 e 1998 e, interinamente, a direção nacional entre março de 2009 e janeiro de 2010.

## Cozinhando com Dona Iris
Por mais de dez anos, Iris de Araújo apresentou um programa de culinária na TV aberta, Cozinhando com Dona Iris, que passou por três emissoras diferentes, uma das quais a TV Serra Dourada, e passava nas manhãs de sábado. Foi encerrado em 2021.
No programa, ela recebeu alguns convidados especiais, tais como Clodovil Hernandes (em 2007), Dilma Rousseff, Ideli Salvatti, Ney Suassuna e Heloisa Helena. 

### Morte
A ex-deputada federal Iris de Araújo morreu na terça-feira (21/02/2023), em Goiânia. Ela estava internada no Hospital Albert Einstein e acabou tendo complicações após uma cirurgia no pulmão. Em 2022, a ex-parlamentar teve uma infecção bacteriana nos rins (Pielonefrite) que evoluiu para uma Síndrome da Angústia Respiratória Aguda, conhecida como SARA.
O corpo de Dona Iris, como ela popularmente era conhecida, foi velado na quarta-feira de cinzas (22/02/2023) no Paço Municipal de Goiânia, com a cerimônia de despedida aberta ao público.
O sepultamento ocorreu no tradicional Cemitério Santana, ao lado de seu marido, o ex-governador de Goiás e ex-prefeito de Goiânia, Iris Rezende, com quem foi casada por mais de 50 anos, falecido em 2021.